# Statsprotokollet i Indien
Rangordningen mellan olika ämbetsinnehavare i officiella sammanhang, enligt statsprotokollet i Indien
(Motsvarar det som kallas hovprotokollet i Sverige)
1. Republikens president
2. Republikens vicepresident
3. Republikens premiärminister
4. Guvernören i den delstat där man befinner sig
5. Förutvarande presidenter i republiken
6. Biträdande premiärminister i republiken, om sådan minister finns
7. Presidenten i Indiens högsta domstol och talmannen i Lok Sabha
8. Ministrar i den federala regeringen, premiärministern (chefsministern) i den delstat där man befinner sig, vice ordföranden i Statliga planeringskommissionen, förutvarande premiärministrar i republiken, ledaren för oppositionen i Lok Sabha respektive Rajya Sabha
9. Innehavare av Bharat Ratna
10. Ambassadörer och High Commissioners, ackrediterade i Indien, premiärministrar (chefsministrar) utanför respektive delstat, guvernörer utanför respektive delstat
11. Domare i Indiens högsta domstol
12. Högste valkommissarien i Indien, Indiens riksrevisor
13. Vice talmannen i Rajya Sabha, biträdande premiärminister i den delstat där man befinner sig, vice talmannen i Lok Sabha, ledamöter i Statliga planeringskommissionen, federala ministrar (ej biträdande ministrar)
14. Indiens riksåklagare, kabinettssekreteraren, viceguvernören i den delstat där man befinner sig
15. Chefstjänstemän av generals grad eller högre